# Andrei Antohi
 Andrei Antohi (sinh ngày 16 tháng 12 năm 1988) là một cầu thủ bóng đá người România tiền đạo hiện tại thi đấu cho Luceafărul Oradea.